# Nahúm Espinoza
Nahúm Alberto Espinoza Zerón (Tela, Atlántida, Honduras, 14 de agosto de 1964) es un exfutbolista y entrenador de fútbol de origen hondureño.

## Trayectoria

### Como jugador
Nació en el Puerto de Tela y sus inicios fueron con la reserva del Olimpita dirigido por Manuel de Jesús (Wasco). Como jugador formó parte de los clubes Olimpia de Tegucigalpa y Real España de San Pedro Sula. En el primero, tuvo la oportunidad de participar en más de 250 partidos donde anotó más de 30 goles. En el Real España, Espinoza jugó más de 100 encuentros. Se retiró como futbolista en el año 2000 y fue internacional con la Selección de fútbol de Honduras en un partido (1994).

### Como entrenador
Luego de su retiro Nahúm Espinoza Zerón se convirtió en entrenador del Club Deportivo Olimpia de Tegucigalpa. Con este Club, Espinoza logró ganar tres títulos de Liga Nacional de Fútbol de Honduras de forma consecutiva. Durante el campeonato Apertura del 2006-2007  Nahúm Espinoza Zerón fue enviado a dirigir las reservas del Olimpia, mientras cumplía un castigo de seis meses impuesto por la comisión de disciplina por agredir a un árbitro. Su puesto fue ocupado por Raúl Martínez Sambulá quien luego sería reemplazado por el técnico Flavio Ortega. Al cumplir su castigo, Espinoza fue de nuevo llamado a ocupar el cargo que había dejado hace seis meses. 
A su regreso Nahúm Espinoza se encontró con un plantel disminuido, por lo que se vio en serios aprietos; cayendo con el Club Olimpia hasta la octava posición en el campeonato de Liga Nacional. En el campeonato de campeones de la Concacaf del 2007, el equipo de Espinoza, fue eliminado por el D.C. United de Estados Unidos; al caer estrepitosamente por marcadores de por 4-1 en Tegucigalpa y posteriormente por 3-2 en Washington. Durante el campeonato Apertura 2007-2008, Nahúm Espinoza llevó al Club Deportivo Olimpia a las instancias semifinales del campeonato de Liga, pero fue eliminado por el Club Deportivo Marathón de San Pedro Sula. Esta eliminación le costó su puesto al frente del equipo, y fue reemplazado por el técnico mexicano: Juan de Dios Castillo.
En febrero del 2008, Espinoza Zerón se hizo cargo del Club Deportivo Platense de Puerto Cortés. Esta vez, su misión no era la de pelear por títulos. sino salvar la categoría de este Club que había vivido su peor campaña en  1981 cuando descendió a la Segunda División. La tarea no era fácil, Espinoza llegó al club cuando el equipo se encontraba en la última posición, habiendo sumado solamente 14 de los 78 puntos; que el equipo había disputado hasta la fecha. A pesar de todo Nahúm Espinoza logró conjuntar al equipo y transmitirle confianza. Esto lo llevó a ganar los partidos más importantes ante clubes como el Motagua, Deportes Savio, y el mismo Atlético Olanchano; rival directo en la lucha por el descenso. Sobre el final del campeonato, el Platense perdió 6 puntos claves ante el Olimpia y el Motagua, pero la combinación de una derrota del Olanchano ante el Hispano por 2-0, le favoreció y el entrenador logró salvar la categoría del Club Deportivo Platense con un punto más que el Atlético Olanchano. 
Al término de la temporada y en señal de agradecimiento, los directivos del Club Deportivo Platense le ofrecieron la continuidad; al señor Nahúm Espinoza. Sin embargo, Espinoza tuvo un comienzo de temporada Clausura irregular con el cuadro escualo, por lo que se vio obligado a renunciar.
Posteriormente dirigió a clubes como Victoria en 2011, y Jaguares de UPNFM y Real España en 2012 respectivamente. En 2014 se rumoreó su llegada al Club Deportivo Real Sociedad. No obstante, el día 16 de diciembre fue anunciado como nuevo director técnico del Xelajú Mario Camposeco de Guatemala, donde asumirá de manera oficial a partir del 2015.

## Clubes

### Como jugador
| Club        | País     | Año         | Partidos | Goles |
| ----------- | -------- | ----------- | -------- | ----- |
| Real España | Honduras | 1982 - 1987 | 109      | 6     |
| Olimpia     | Honduras | 1988 - 2000 | 247      | 31    |

### Como entrenador
| Club        | País      | Año              | PJ  | PG  | PE | PP | Efectividad |
| ----------- | --------- | ---------------- | --- | --- | -- | -- | ----------- |
| Olimpia     | Honduras  | 2005 - 2006 2007 | 122 | 63  | 34 | 25 | 56.83%      |
| Platense    | Honduras  | 2008 - 2009      | 35  | 12  | 8  | 15 | 41.9%       |
| Victoria    | Honduras  | 2011             | 13  | 3   | 4  | 6  | 33.33%      |
| Lobos UPNFM | Honduras  | 2012             |     |     |    |    |             |
| Real España | Honduras  | 2012             | 9   | 0   | 6  | 3  | 22.22%      |
| Xelajú      | Guatemala | 2015             | 25  | 10  | 6  | 9  | 48%         |
| Olimpia     | Honduras  | 2018             | 27  | 14  | 11 | 2  | 65.43%      |
| Total       | Total     | 2005 - Presente  | 229 | 101 | 68 | 60 | 54%         |

## Palmarés

### Como entrenador
| Título                   | Club    | País     | Año  |
| ------------------------ | ------- | -------- | ---- |
| Liga Nacional (Clausura) | Olimpia | Honduras | 2005 |
| Liga Nacional (Apertura) | Olimpia | Honduras | 2005 |
| Liga Nacional (Clausura) | Olimpia | Honduras | 2006 |

### Distinciones individuales
| Distinción                                                   | Año  |
| ------------------------------------------------------------ | ---- |
| Primer entrenador tricampeón de la Liga Nacional de Honduras | 2006 |